# Rory Gallagher
Rory Gallagher (Ballyshannon, Donegal, Irlanda 2 de març del 1948 - 14 de juny del 1995) va ser un músic irlandès de blues, rhythm and blues i rock.
Va néixer a Ballyshannon, però es va criar i va créixer a Cork. És habitualment presentat com un dels més influents rockers irlandesos i músics de blues de tots els temps.

## Discografia

### Àlbums amb Taste
- Taste (Polydor, 1969).
- On The Boards (Polydor, 1970).
- Live Taste (Polydor, 1971).
- Live at the Isle of Wight (Polydor, 1972).

### Singles
- "Blister of the moon" / "Born on the wrong side of town" (Major Minor, 1968).
- "Wrong side of time" / "Same old story" (Polydor, 1969).
- "What’s going on" / "Wrong side of time" + "Blister on the Moon" (Polydor, 1969).
- "Wee wee baby" / "You've got to play" (BASF, 1972).
- "What's going on" / "Railway & gun" (Polydor).
- "Blister of the moon" + "Sugar Mama" / "Catfish" + " "On the boards" (Polydor, 1982).
- "Born on the wrong side of town" / "Same old story" (Polydor)
- "If I don't sing..." / "I'll Remember" (Polydor).

## Discografia en solitari (1970-1995)

### Àlbums
- Rory Gallagher - 1971
- Deuce - 1971
- Live In Europe - 1972
- Blueprint - 1973
- Tattoo - 1973
- Irish Tour '74 - 1974
- Against The Grain - 1975
- Calling Card - 1976
- Photo Finish - 1978
- Top Priority - 1979
- Stage Struck - 1980
- Jinx - 1982
- Defender - 1987
- Fresh Evidence - 1990
- BBC Sessions - 1999
- Let's Go To Work - 2001

### Recopilatoris
- The Story So Far - 1974
- In The Beginning - 1975
- Take It Easy Baby - 1976
- A Blue Day For The Blues - 1995
- Etched In Blue - 1998
- Wheels Within Wheels - 2003
- Big Guns: The Very Best Of Rory Gallagher - 2005

### Vídeos
- Irish Tour 1974 - 2000
- At Rockpalast - 2004
- The Complete Rockpalast Collection - 2005
- Live at Cork Opera House - 2006
- Live In Montreux - 2006